# Черевко Віктор Прокопович
Черевко Віктор Прокопович (відомий під псевдонімом Віктор Вер; нар. 1901 року в Полтаві — загинув на фронті в 1944) — український поет (дебютував як авангардний поет, поет-футурист, далі — соцреаліст), перекладач.

## Життєпис
Народився в 1901 році в Полтаві в родині залізничника. До 1917 навчався в Коканді. Далі повернувся в Україну, за Олександром Білецьким з 1918 воював у складі Червоної армії, брав участь у штурмі Перекопу. Після війни працював кілька років на заводі в Севастополі.
В 1928 переїхав до Харкова. Дебютував в «Новій ґенерації», друкувався також у «Всесвіті», «Червоному шляхові», «Новій громаді». Видав кілька книжок.
З 1935 — в Києві. Поступово відійшов від авангардної поезії, зайнявся перекладами і дослідженням класики (Данте Аліґ'єрі, Вільям Шекспір) в поезії перейшов до соцреалізму.
Загинув у складі Червоної армії на фронті Другої світової в 1944 році.

## Творчій доробок
- Книга «В атаку на горби і вибої» (1930, в співавторстві)
- Книга «Колона пісень» (1933)
- Поема «Колектив» (1931)